# Таран Микола Михайлович
Микола Михайлович Таран (нар. 22 серпня 1990, Дніпро, Україна) — український бігун-ультрамарафонець (дистанція від 21 км до 100 км), офіційний рекордсмен України, перший українець, який двічі пробіг 73 км в Норвегії (Осло), перший українець, що пробіг 80 км на міжнародних змаганнях Ecotrail Oslo (Норвегія), перший українець, який пробіг 80 км на змаганнях Ecotrail Paris  (Франція).
Був представником України на забігах в Норвегії (7 разів), Польща (4 рази), Іспанії (1 раз), Італії (1 раз), Швейцарії (1 раз), Латвії (1 раз), Чехії (2 рази), Франція (1 раз), Угорщина (1 раз), Словаччина (1 раз), Лос-Анджелес (1 раз), Нью-Йорк (1 раз), Тенеріфе , Вашингтон DC , Гонолулу (Гаваї), Албані (штат Джорджія) , Атланта 
Почесний учасник всесвітньої естафети Біг миру задля гармонії 600 км (World Garmony run 600 km)
Призер (2 місце) екстремальні змагання Spartan Race Ultra 50 км+60 перешкод (24 серпня 2019, Польща).
Учасник загального рекорду України з підтягування від перекладини (Івано-Франківськ, 2013).
з 29 серпня 2022 року, упродовж шести днів пробіг марафон, щоб зібрати гроші для ЗСУ. За 22 години 48 хвилин спортсмен пробіг 250-кілометрову дистанцію. За цей час вдалося зібрати 20 тисяч гривень та 250 євро.
З січня 2023 року Микола Таран розпочав продавати свої бігові пробіжки онлайн, щоб допомагати ЗСУ. Зокрема, це онлайн-аукціони "Нація незламних" та "Лоти Проти". У першому випадку всі гроші перераховуються на рахунок благодійної організації "Армія СОС" для поліпшення обороноздатності України, а в другому випадку - гроші збираються на протези для захисників України. Окрім того, бігун-ультрамарафонець розпочав благодійні забіги "Переможна пробіжка". Першим його зірковим запрошеним гостем стала українська співачка SOWA.
В 2023 році третій раз став українцем, що пробіг 80 км в Норвегії. 
Збирав 100 тисяч гривень на протези для військових під час марафонів в Римі, Барселоні.
Організатор першого забігу у вишиванках в Норвегії (Осло). 
Організатор благодійних забігів в Женеві, Аліканте, Барселоні, Малазі та  тричі у Валенсії , двічі Осло  , Франкфурті  , Парижі  , тричі у Нью-Йорку    , Вашингтоні DC ,  Албані (штат Джорджія), Атланта , Чикаго , Гонолулу (Гаваї) 
Організатор двох благодійних подій у Валенсії, до яких була запрошена гостя з України Ріма Конар, лікар онколог-мамолог, волонтерка, кандидат медичних наук, автор збірки віршів військового часу "Обіцяй".
У серпні 2023 організував Український біговий клуб у Валенсії де першим запрошеним зірковим гостем став український радіо- і телеведучий Остапчук Володимир Валерійович . 
У листопаді 2023 року став амбсадором президентської платформи United24 та долучився до збору грошей для відновлення лікарні в місті Чугуїв, що на Харківщині. Щоб зібрати гроші, пробіг 42 км на марафоні у Валенсії. 
У вересні 2024 року організував благодійний пробіг Race to raise в центрі Нью-Йорка (США) , до якого була запрошеною гостею світова знаменитість, українська топ-модель, волонтер, соціальний активіст та бізнесвумен Аліна Байкова 
В липні 2024 року Микола доєднався до команди благодійного фонду "Світлий", щоб допомогти завдяки бігу збирати донати на відбудову та облаштування укриттів для учнів навчального закладу Бучанського району  
У вересні Микола доєднався до благодійного фонду "Сучасна Україна" (Modern Ukraine) із метою зібрати донати на дрон Магура для ГУР МО завдяки участі в американському ультрамарафоні морської піхоти 50 км 

## Життєпис
Микола Таран народився 22 серпня 1990 року у місті Дніпро в робочій сім'ї. Його батьки: батько Михайло Миколайович Таран за фахом працівник нафтогазової справи, мати Любов Василівна Таран колишня медсестра. Має старшого брата — Олександра (1989), проживає за кордоном (Нью-Йорк). У 8-річному віці почав займатися спортом. Займався дзюдо, волейболом, легкою атлетикою, важкою атлетикою. Їздив часто від цих спортивних секцій на літні збори в Карпати.
В 1998—2008 році навчався в Небилівській загально-освітній школі I—III ст. (зараз ліцей) (Небилів, Рожнятівський р-н). В 2008—2013 році навчався в Івано-Франківському національному технічному університеті нафти і газу, спеціальність буріння. В університеті теж займався легкою атлетикою.

## Спортивна кар'єра
У 2016 році офіційно пробіг 21 км в Одесі.
В 2016 році офіційно пробіг 42 км (три марафони): Латвія, Угорщина, Словаччина. Наступні марафони були в Норвегії, Польщі, Чехії, Франції.
У 2018 році представляв Україну на Skechers Performance Los Angeles Marathon 2018 в Лос-Анджелесі. Цього ж року став почесним членом всесвітнього бігового руху «Біг миру задля гармонії» 600 км.. У 2018 році представляв Україну у напівмарафоні Staten Island Half Marathon 2018  в Нью-Йорку. У 2018 році став першим українцем, який пробіг Oslo Triple 73 км в Норвегії (Осло) 16 місце.
У 2019 році Микола Таран пробіг другий раз Oslo Triple 73 км в Норвегії (Осло) 11 місце. Цього ж року подолав екстремальні змагання — забіг із перешкодами Spartan Race Ultra 50 км (2-ге місце, Польща).
У 2021 році пробіг перший офіційний найстаріший ультрамарафон 100 км в Одесі (100 км по Поясу Слави (Одеса)).
Учасник двох велозмагань 100 км в Україні (Львів, Одеса).
17 листопада 2024 року Микола фінішував Queens Marathon (NYC, USA), де став першим українцем-фінішером на цих змаганнях 2024 року 

### Рекорди
Перший українець, який двічі пробіг 73 км в Норвегії (Осло, Норвегія 2018, 2019) 
Перший українець, який пробіг 80 км Норвегії (змагання Oslo Ecotrail 2023) 
Перший українець, який пробіг 80 км в Парижі (Франція, 2024)

## Нагороди та досягнення
- 2019 — 2-ге місце на екстремальних змаганнях Spartan Race 50 км+60 перешкод (Польща)[15].
- 2020 — офіційний рекордсмен України «Перший українець, який двічі пробіг 73 км в Норвегії» (Осло)[1]
- 2023 — міжнародний сертифікат з ультрамарфонського бігу [46]
- 2023 — в третій раз став українцем, що пробіг 80 км в Норвегії[47]

### Державні нагороди
- Медаль до 30-річчя України за спортивні заслуги (2021).